# Jure Golčer
Jure Golčer (nascido em 12 de julho de 1977) é um ciclista profissional esloveno. É, desde 2014, membro da equipe Felbermayr-Simplon Wels. Foi campeão da Eslovênia em estrada na edição de 2006 e tem participado duas vezes no Giro d'Italia, em 2008 e em 2009.
Tornou-se profissional no ano de 2002.
Participou nos Jogos Olímpicos de 2008, realizados em Pequim, República Popular da China. Terminou em 60º na prova de estrada individual.